# Сремска винијада
Сремска винијада је привредно-фолклорна манифестација која се од 1996. годинне, једном годишње, одржава у насељу Беркасово, на територији општине Шид.
Локалног је карактера, а организатори су МЗ Беркасово и Туристичка организација Шид. Програм манифестације представљају изложбе и дегустације вина бројних произвођача који учествују и у такмичарском делу. Пратећи програм чине стручна предавања на тему виноградарства и гајења винове лозе, као и музички програми.